# ناجي حرابة
ناجي حرابة شاعر سعودي، من مواليد محافظة الأحساء عام 1399هـ (1979م)، صدر له مجموعة من الدواوين الشعرية من أبرزها ديوان «شفة التوت»، وديوان «عثرات الكمان». وقد حصل على العديد من الجوائز الأدبية من أبرزها: جائزة شاعر شباب عكاظ عام 2010م، وجائزة أبها في مجال العمل الإبداعي للشعر عام 2012م.

## التعليم
حاصل على درجة البكالوريوس في اللغة العربية من جامعة الملك فيصل.

## العمل
- يعمل في مجال التعليم.

## إصدارات
- ديوان (عندما يبتسم الوجع) صدر عام 1423هـ.
- ديوان (شعلة) صدر عام 1428هـ.
- ديوان (شفة التوت) صدر عن نادي الأحساء الأدبي عام 1431هـ.[7]
- ديوان (فمي والعنقود الأحمر) صدر عام 1431هـ.[8]
- ديوان (محاكمة الأسلحة) صدر عام 1432هـ.
- ديوان (عثرات الكمان) صدر عن دار ميلاد عام 1437هـ.[9]
- ديوان (كقافية فيها مصباح) صدر عام 1437هـ.
- (لم أغرد بعد: نتف في العشق والشعر والذات) صدر عام 2015م.[10]
- ديوان (ما رآه الأعمى). صدر عام 2018م.[11]
- ديوان (غرقٌ في نغمةٍ عالية) صدر عام 2023م.[12]

## أمسيات
- شارك في أمسية نظمها مهرجان الدوخلة في جزيرة تاروت بالاشتراك مع الشاعر رائد الجشي عام 2010م.[13]
- أمسية نظمها نادي المنطقة الشرقية الأدبي عام 2011م.[14]

## جوائز
- حصل على جائزة شاعر شباب عكاظ عام 2010م.[15]
- حصل على جائزة أبها فرع الثقافة في مجال العمل الإبداعي للشعر لعام 1432هـ/1433هـ (2012م) عن ديوانه (شفة التوت).[16]
- حصل على المركز الأول لجائزة راشد بن حميد للثقافة والعلوم في دورتها الـ 32 في في مجال الشعر الفصيح العمودي.[17]
- حصل على على المركز الأول في مجال الإبداع الشعري في مسابقة جائزة دبي للثقافة في دورتها التاسعة لعام 2015م عن ديوانه (ما رآه الأعمى).[18]
- حصل على المركز الثاني لجائزة راشد بن حميد للثقافة والعلوم في الشعر الفصيح العمودي في دورتها الـ 35 لعام 2017م.[19]

## نماذج من شعره
يا أخيْ في احتساءِ دَمِ الشّعرِ
كيفَ اقتنصتَ فريسَتك المشتهاةَ؟
وماذا نَصبتَ لها من كَمائنِ روحكَ؟
هلْ كانَ أمراً عسيراً؟
أَمَ انّ الكتابةَ نهرٌ
وأنَّ القصيدةَ شربةُ ماءْ؟
تُرى
هلْ تَجرّعتَ مثليَ
لَسْعَ الشَقاءْ؟
أَتُرانَا
نُجرّبُ نفسَ الطريقِ المــُشجّرِ بالوهمِ والخوفِ؟
نعبرُ نهرَ المعاني ظماءْ؟
يا صديقيَ
هل ثَمَّ كأسٌ من الشّعرِ عذراءُ
لم يفترعْ سُكرها شاعرٌ؟
لم يمسّ ارتعاشتَها أصفياءْ؟
**
(بين يدي أبي الطيب المتنبي)
عَبَّأتَ
من عَطشٍ جرارَكْ
وزرعتَ بالنّجوى قفارَكْ
لا جمرَ لم تهطِلْ به
لا نبعَ لم تمنحهُ نارَكْ
بَسملتُ باسمكَ
إذ قرأتُك في مصاحِفنا: (تَبارَكْ)
طَفَحَتْ بلؤلئكَ اللغاتُ
فكانتْ الدّنيا مَحارَكْ
وكسرْتَ أقفالَ المحالِ
نزعتَ من يدهِ انكسارَكْ
ومضيتَ
(تفترعُ) الجهاتِ
تمدّ في المنفى قطارَكْ
غنّتْ على فمكَ الغيومُ
غرستَ في البوحِ انهمارَكْ